# 斯廷斯 (密西西比州)
斯廷斯（英語：Steens），又名賈米森斯米爾（Jamisons Mill），是位於美國密西西比州朗茲縣的非建制地區。

## 歷史
斯廷斯的郵局自1884年營運至今。

## 地理
斯廷斯所處的海拔為高於海平面59米（即194英呎），而該地所採用的時區為UTC-6，即北美中部時區（CST）。同時該地設有夏令時間，為UTC-6調快一小時，即UTC-5（CDT）。